# I signori della truffa
I signori della truffa (Sneakers) è un film del 1992 con Robert Redford e Sidney Poitier, diretto da Phil Alden Robinson.

## Trama
Martin Bishop è a capo di un'agenzia di pen-test, un gruppo di esperti nel campo dell'informatica, della telefonia e della sicurezza, che si occupa di controllare vari istituti (tra cui una banca) per dare un giudizio sui loro sistemi di sicurezza.
I componenti del gruppo sono tutti pregiudicati per reati informatici, tranne Bishop, che però si chiama Brice, ha cambiato nome ed è ancora ricercato per crimini informatici compiuti in gioventù. Ai tempi dell'università lui e il suo amico Cosmo si divertivano a effettuare intrusioni informatiche e frodi bancarie, sognando di cambiare il mondo, come ad esempio quando trasferirono denaro dalle casse dei Repubblicani a quelle delle Pantere Nere; ma una sera la polizia irrompe nel loro laboratorio: Martin era appena uscito per comprare da mangiare, ma l'amico viene arrestato. Anni dopo, Martin viene a sapere che Cosmo è morto in carcere.
In più di 20 anni nessuno l'ha più rintracciato e lui si è rifatto una vita e dirige l'agenzia, ma un giorno due uomini (che si presentano come agenti dell'NSA) gli propongono un incarico, minacciando di farlo arrestare se non collabora. Messo alle strette accetta, racconta tutto agli amici e inizia a preparare l'azione.
Il dott. Janek, famoso crittanalista, ha costruito un congegno denominato "SETEC Astronomy", che Bishop deve portare ai due agenti dell'NSA. Dopo aver portato a termine la missione, mentre i ragazzi festeggiano per la ricompensa promessa, Hi-Fi (un non vedente genio dell'informatica) cerca di scoprire a cosa serve il congegno, scoprendo che riesce a decifrare qualunque password in pochi attimi; Bishop scopre che "SETEC Astronomy" è l'anagramma di "too many secrets" (trad: "troppi segreti"); il congegno rende inutili tutti i metodi crittografici sui quali viene usato.
Recatosi all'incontro con gli agenti Bishop consegna loro il congegno, ma non incassa la ricompensa: il dott. Janek è stato assassinato, e Martin teme di poter fare la stessa fine. Scopre così di essere stato ingannato: le persone con cui ha parlato, pur conoscendo la sua vera identità, non sono agenti dell'NSA. Convinto che fossero agenti del governo russo, si reca da una ex spia russa di sua conoscenza e lo accusa di essere il mandante dei falsi agenti, ma questi nega e si offre di aiutarlo, informandolo tra l'altro della profonda differenza esistente tra la crittografia usata dal governo USA e quella usata dal governo russo. L'auto su cui viaggiano viene fermata da una volante della polizia e Bishop rifiuta l'asilo politico offertogli dal russo: il falso poliziotto uccide il russo con la pistola di Martin e lo rapisce, portandolo al cospetto di Cosmo, che non è affatto morto.
Cosmo fa ormai parte di una organizzazione mafiosa e ne dirige la sezione tecnologica, aiutandoli nel riciclaggio di denaro. Avendo scoperto che l'NSA ha finanziato gli studi del dott. Janek e sapendo che quel congegno avrebbe potuto far scoprire al governo tutti i suoi traffici, è stato lui ad ingannare Bishop, per ottenere il decifratore per sé. Quando rifiuta di unirsi a lui Cosmo mette fine alla sua latitanza, segnalando (anche grazie al nuovo strumento) la sua attuale identità nel database della polizia, che nel frattempo, ritrovando le sue impronte sulla pistola che ha ucciso il funzionario russo, lo ha accusato di omicidio.
Non potendo trattare con l'NSA a mani vuote, Bishop e i suoi amici decidono di riprendersi il congegno sempre con l'aiuto di una ex di Bishop ed amica di Donald, Liz (Mary McDonnell), maestra di pianoforte ed esperta di crittografia, che compare nel film al momento della conferenza di Janek. Ritrovano la sede dell'organizzazione di Cosmo e la mettono sotto controllo, informandosi sui meccanismi di sicurezza usati nell'edificio. Una volta pronti, Bishop entra nell'ufficio di Cosmo e recupera il dispositivo, ma per un imprevisto viene bloccato all'interno.
Ultimo scontro verbale tra Martin e Cosmo, che non riesce a sparare al vecchio amico, lo lascia andare e si ritrova con una scatola vuota.
Nel finale, l'NSA pulisce la fedina penale di Bishop e dei suoi amici e accetta tutte le loro richieste in cambio del congegno. Bishop si tiene il chip centrale del decifratore e riprende a divertirsi come faceva da giovane, smistando i soldi del conto in banca del partito repubblicano verso le casse di Amnesty International e di Greenpeace.